# André Derain (Matisse)
Pour les articles homonymes, voir André Derain.
André Derain est un tableau réalisé par le peintre français Henri Matisse en 1905 pendant un séjour à Collioure. Cette huile sur toile est un portrait fauve de son ami André Derain. Elle est aujourd'hui conservée au sein des collections de la Tate Modern, à Londres. La même institution possède un portrait de Matisse par Derain exécuté la même année, Henri Matisse.